# Infobot
Infobot – internetowy bot informacyjny dostępny w Asystencie Google, na komunikatorach Facebook Messenger i Telegram oraz poprzez wiadomości prywatne na Twitterze. Udostępnia funkcje takie jak prognoza pogody, tłumaczenie słów, wyniki losowań lotto, kalkulator walutowy, daty imienin i ciekawostki. Posiada również funkcję rozmowy charakterystyczną dla chatbotów.
Infobot potrafi odpowiadać na wiele pytań w języku naturalnym. Oto przykłady takich zapytań:
- co potrafisz?
- pogoda w Warszawie
- czy będzie jutro padać?
- o której będzie pojutrze wschód Słońca w Lublinie?
- podaj mi wyniki dużego lotka i multi multi

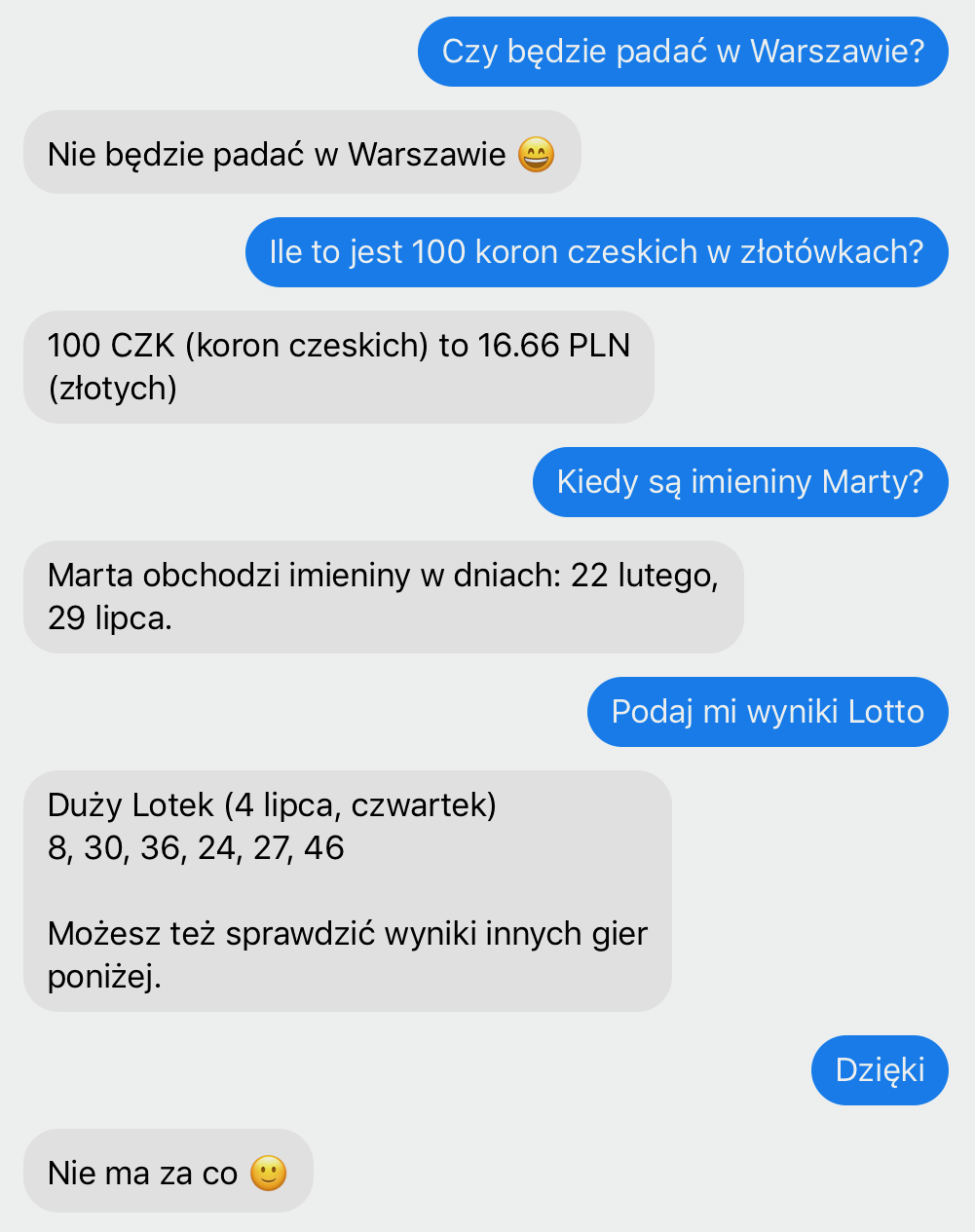
Przykładowa rozmowa z Infobotem

- 8 euro ile to złotych?
- kiedy są imieniny Marty?
- powiedz coś ciekawego
- jak jest komputer po angielsku
- co słychać?

## Historia
Infobot powstał jako pomysł dwóch studentów Uniwersytetu Marii Curie-Skłodowskiej w Lublinie – Macieja Szewczyka (prawo) i Filipa Kwiatkowskiego (informatyka). Tydzień po pojawieniu się pomysłu powstała jego pierwsza wersja, oferująca podawanie prognozy pogody.
Infobot przez długi czas dostępny był dla całej gamy komunikatorów (m.in. Gadu-Gadu, Skype, Google Talk, Jabber, Tlen), jednak po przejęciu go w marcu 2009 r. przez GG Network S.A., odcięto dostęp do bota użytkownikom komunikatorów innych niż Gadu-Gadu.
15 listopada 2012 r. została uruchomiona wersja 2.0 obsługująca zapytania w języku naturalnym.
1 lutego 2016 r., po niemal 12 latach od uruchomienia, Infobot został wyłączony w sieci Gadu-Gadu. Przez ten czas napisano do niego z ponad 5,5 miliona unikalnych numerów Gadu-Gadu. W okresie największej popularności korzystało z niego nawet 700 tys. użytkowników miesięcznie i wysyłali oni ponad 20 milionów wiadomości.
10 maja 2019 r. Infobot został uruchomiony ponownie.